# 5 Dywizja Piechoty (Imperium Rosyjskie)
5 Dywizja Piechoty (ros. 5-я пехотная дивизия) – dywizja piechoty armii Imperium Rosyjskiego, w tym okresu działań zbrojnych I wojny światowej.

## Charakterystyka
Na początku lat 30. XIX w. dokonano reorganizacji rosyjskiej piechoty. Zmniejszono liczbę dywizji i zmieniono ich numerację. 29 stycznia 1833 6 Dywizja Piechoty stała się 5 Dywizją Piechoty. 

W 1914 wchodziła w skład 9 Korpusu Armijnego. Sztab dywizji stacjonował w Żytomierzu. W tym czasie dywizja etatowo posiadała cztery pułki po cztery bataliony oraz brygadę artylerii polowej z 6 bateriami po 8 dział. Doświadczenie zdobyte podczas walk na frontach I wojny światowej  skutkowało zmianami organizacyjnymi. Zimą z 1916 na 1917 rozpoczęto reorganizację dywizji piechoty. Zredukowano liczbę batalionów z 16 do 12 i zmniejszono liczbę dział polowych na mniej aktywnych odcinkach frontu.

## Struktura organizacyjna
Organizacja w 1914
- 1 Brygada Piechoty (Żytomierz)
  - 17 Archangielski pułk piechoty (Żytomierz)
  - 18 Wołogodzki pułk piechoty (Nowogród Wołyński)
- 2 Brygada Piechoty (Żytomierz)
  - 19 Kostromski pułk piechoty (Żytomierz)
  - 20 Halicki pułk piechoty (Żytomierz)
- 5 Brygada Artylerii (Żytomierz)